# Orrin Keepnews
Orrin Keepnews (The Bronx, 2 maart 1923 – El Cerrito, 1 maart 2015) was een Amerikaanse jazz-platenproducer en schrijver. Hij was de medeoprichter van Riverside Records en Milestone Records en begon later Landmark Records.

## Beginjaren: Riverside Records
Keepnews studeerde Engels aan Columbia University, in zijn vrije tijd recenseerde hij concerten in Village Vanguard in een college-blad. Tijdens de oorlog diende hij bij de luchtmacht en was hij drie jaar lang radarofficier aan boord van een B-29. Hij deed ook mee bij aanvallen op Japan. Na de oorlog ging hij weer studeren aan Columbia Universiy. In die tijd leerde hij jazzfan Bill Grauer kennen. Hij werkte als redacteur bij uitgeverij Simon and Schuster en werd rond 1948 redacteur van the Record Changer, een jazzblad waarvan Grauer dat jaar eigenaar was geworden. Voor dit blad schreef Keepnews een van de eerste artikelen over de toen nog niet zo bekende pianist Thelonious Monk, waarvoor Keepnews met de latere jazzreus een interview had ten huize van Blue Note Records-oprichter Alfred Lion. Vanaf 1952 waren de twee actief voor platenmaatschappij RCA Victor, waarvoor ze een serie heruitgaven van muziek uit de jaren twintig produceerden, voor het sublabel X. In die periode ontstond het idee zelf een platenlabel te beginnen en in 1953 startten ze Riverside Records, waarbij Grauer de zakelijke kant op zich nam en Keepnews zich ging bezighouden met de artistieke kant. Het doel was aanvankelijk hierop historische jazz- en bluesopnamen uit te brengen, maar dit uitgangspunt werd snel losgelaten: al in 1954 produceerde het label een album van Randy Weston.
Een jaar later tekende het label Thelonious Monk, overgekomen van Prestige Records en nog hetzelfde jaar kwam Monks album met interpretaties van muziek van Duke Ellington uit. Met Monk zou een bepaalde band ontstaan: toen de pianist overstapte naar Columbia Records, schreef Keepnews de linernotes voor Monk-albums die daar uitkwamen. Na Monk volgden bij Riverside Records andere jonge jazzartiesten, zoals Bill Evans, de gebroeders Cannonball Adderley en Nat Adderley, Wes Montgomery, Johnny Griffin en Jimmy Heath en al snel kon het label, met door Keepnews geproduceerde albums, zich meten met grote labels als Prestige en Blue Note Records. Het ging het label om goede muziek uit te brengen en niet zozeer om veel platen te verkopen en de financiële situatie was dan ook niet zo geweldig. Op 15 december 1963 overleed Grauer aan de gevolgen van een hartaanval. Keepnews nam de volledige leiding in handen, maar bankroet kon niet worden voorkomen: in 1964 ging het label ten onder.

## Milestone Records en Landmark Records
Keepnews ging freelancen, maar was al in 1966 terug met een nieuw jazzlabel, Milestone Records, opgericht met pianist Dick Katz. Artiesten die bij Milestones onder contract kwamen, waren onder meer McCoy Tyner, Joe Henderson, Lee Konitz en Garey Bartz. Saxofonist Sonny Rollins bracht hier zijn eerste albums onder eigen naam uit. De band van Rollins met Milestone Records zou tot in het begin van de 21ste eeuw blijven bestaan, ook toen het label in handen kwam van Fantasy Records. Keepnews verkocht de rechten van Milestone Records en Riverside Records in 1972 aan deze maatschappij, die tot dan toe vooral geld had geïnd met de muziek van rockgroep Creedence Clearwater Revival. Keepnews werd A & R-man van de jazzafdeling van Fantasy. Ook werd hij hier verantwoordelijk voor de opnames van een ander groot label, Prestige. Keepnews bleef bij Fantasy actief tot 1980, daarna ging hij werken als freelance-producer.
In 1985 richtte Keepnews toch weer een nieuw label op, Landmark Records, waarvoor hij nieuwe ontdekkingen als Mulgrew Miller en het Kronos Quartet wist te strikken. Keepnews verkocht het label in 1993 aan Muse Records. Vóór deze verkoop hield Keepnews zich al bezig met de productie van heruitgaven van historische jazzopnamen, waarvoor hij tevens de linernotes verzorgde: de albums werden uitgebracht onder het label Original Jazz Classics. Voor zijn retrospectieven van het werk van Monk, Evans en Ellington kreeg hij uiteindelijk drie Grammy-awards. In 2004 ontving Keepnews een Grammy-Trustees Award, een prijs voor het levenswerk van een niet-uitvoerende kunstenaar.

## Boeken
- Orrin Keepnews & Bill Grauer: A Pictorial History of Jazz: People and Places from New Orleans to Modern Jazz. Hale Publishing, 1956.
- Orrin keepnews: The View from Within: Jazz Writings, 1948-1987. Oxford University Press, 1988